# Johann Friedrich Eckenbert von Dalberg
Freiherr Johann Friedrich Eckenbert von Dalberg (4. August 1668; † 11. Februar 1719, Epitaph in der Würzburger Marienkapelle) entstammte der Familie der Freiherren von Dalberg und war Richter am Reichshofrat in Wien.

## Herkunft
Johann Friedrich Eckenbert war der Sohn von Freiherr Friedrich Dietrich von Dalberg (* um 1637; † 7. Juli 1712, bestattet in der Dominikanerkirche Mainz), der kurmainzischer Rat und Vizedom in Mainz war. Mutter war dessen Frau, Maria Klara, Tochter von Philipp Erwein von Schönborn (* 26. September 1647; † 25. August 1716 in Mainz).

## Familie
Johann Friedrich Eckenbert heiratete zweimal: Zunächst am 14. Juni 1700 Maria Katharina Ernestina (* 1676, † 1703, bestattet in der Dominikanerkirche Mainz), Tochter von Philipp Franz Eberhard von Dalberg. Nach dem frühen Tod seiner ersten Frau heiratete er ein zweites Mal, nämlich Susanna Lukretia, Tochter von Johann Philipp Kottwitz von Aulenbach und Anna Maria Gräfin von Dernbach. Wohl alle drei Kinder stammen aus dieser zweiten Ehe:
1. Franz Ludwig Friedrich Ferdinand Joseph (getauft am 1. April 1711[Anm. 3] in St. Emmeran[6] in Mainz). Er ist früh verstorben.[7]
2. Eva Josepha Sophia Maria Augustina Franziska (getauft am 4. September 1713[Anm. 4] in St. Emmeran[8] in Mainz) heiratete Johann Philipp Freiherr von Ingelheim genannt Echter von Mespelbrunn.[Anm. 5]
3. Maria Klara Philippina[9] wurde am 25. August 1716 geboren[10] und/oder in St. Emmeran in Mainz getauft[11] und ist früh verstorben.

## Wirken
Johann Friedrich Eckenbert wurde bereits als Kind mit einer Domherrenstelle in Würzburg versorgt, die er 1680–1697 innehatte, ebenso wie eine zweite in Mainz von 1680 bis 1699. Er trat von beiden Ämtern zurück, um heiraten zu können. Anschließend war er kurmainzischer Kammerherr und Oberamtmann in Lohr am Main sowie Richter am Reichshofrat. Auch war er Burgmann in Friedberg.